# AC/DC
AC/DC (Эй-си/ди-си; сокращённо от англ. alternating current/direct current «переменный ток/постоянный ток») — австралийская рок-группа, сформированная в Сиднее в ноябре 1973 года выходцами из Шотландии, братьями Малькольмом и Ангусом Янгами.
Наряду с такими группами, как Led Zeppelin, Deep Purple, Queen, Iron Maiden, Scorpions, Black Sabbath, Uriah Heep, Judas Priest и Motörhead, AC/DC часто рассматриваются как пионеры хард-рока и хеви-метала. Сами же музыканты классифицировали свою музыку как рок-н-ролл, поскольку в её основе лежит ритм-н-блюз с сильно искажённым звучанием ритмической и соло-гитар.
Коллектив прошёл через несколько изменений составов, прежде чем в 1975 году был издан первый альбом группы, High Voltage. Состав группы оставался неизменным, пока бас-гитарист Марк Эванс (англ. Mark Evans) не был заменён Клиффом Уильямсом (англ. Cliff Williams) в 1977 году. 19 февраля 1980 года от сильного алкогольного опьянения умер вокалист и автор песен коллектива Бон Скотт. Группа имела все шансы распасться, однако замена Скотту была найдена в лице бывшего вокалиста группы Geordie Брайана Джонсона. В том же году группа записала свой самый продаваемый альбом — Back in Black.
Коллектив продал свыше 200 миллионов экземпляров альбомов по всему миру, включая 72 миллиона в США. Самый успешный альбом, Back in Black, был продан в количестве более 22 миллионов в США и более 42 миллионов за их пределами. В целом AC/DC является самой успешной и известной рок-группой из Австралии и одной из популярнейших в мире.

## Название
«AC/DC» — аббревиатура от «переменный ток/постоянный ток» (англ. «alternating current/direct current»). Старшая сестра Малькольма и Ангуса Янгов, Маргарет, предложила название для группы после того, как увидела надпись «AC/DC» на задней стороне швейной машинки (именно Маргарет предложила Ангусу выступать на сцене в школьной форме).

## История
Братья Ангус (родился 31 марта 1955 года; по требованию компании Atlantic Records годом рождения Ангуса официально указывался неверный 1959), Малькольм (6 января 1953 — 18 ноября 2017) и Джордж (6 ноября 1946 года — 22 октября 2017) Янг — родились в Глазго (Шотландия), но в 1963 году вместе с большей частью семьи уехали в Сидней.
Джордж начал играть на гитаре первым и стал членом самой успешной австралийской группы 1960-х, The Easybeats (это была первая местная рок-группа, которая выпустила хит международного масштаба — «Friday on My Mind» в 1966 году).
Малькольм вскоре последовал по стопам брата, став гитаристом группы из Ньюкасла «The Velvet Underground» (не следует путать с нью-йоркским коллективом The Velvet Underground).

### 1970-е годы

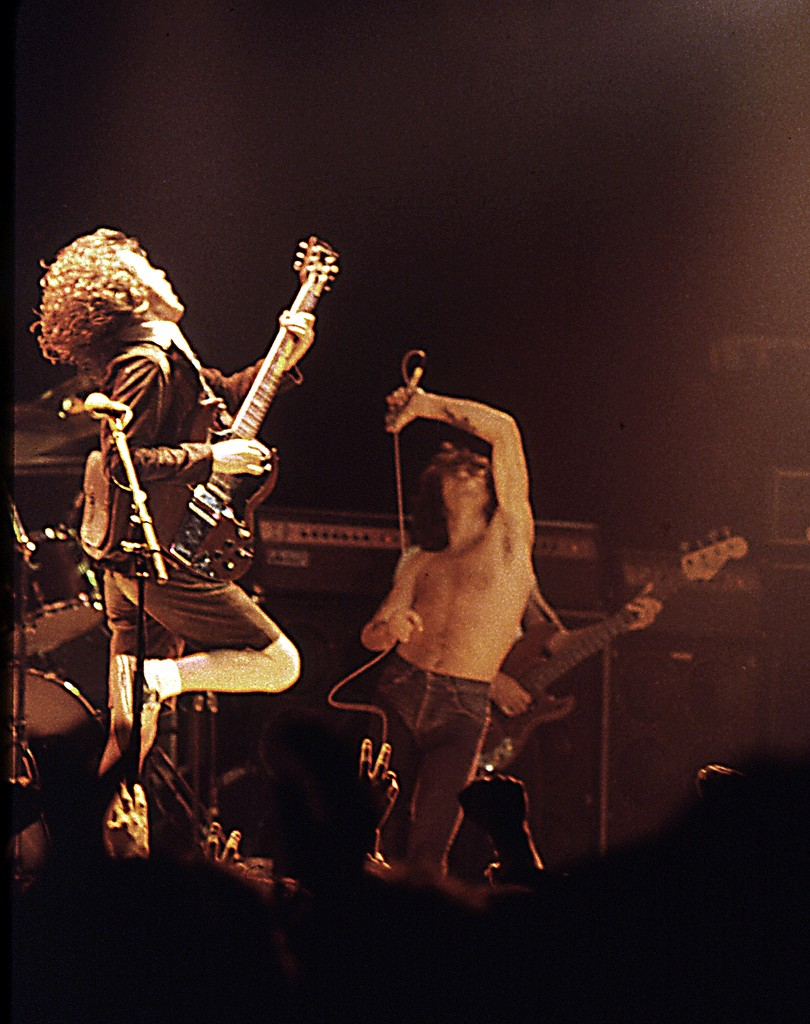
AC/DC с Боном Скоттом

К братьям-гитаристам Малькольму (он и инициировал группу) и Ангусу Янгам в ноябре 1973-го добавились вокалист Дэйв Эванс (англ. Dave Evans), бас-гитарист Ларри Ван Кридт (англ. Larry van Kriedt) и барабанщик Колин Берджес (англ. Colin Burgess). Дебют квинтета состоялся 30 декабря 1973 года в сиднейском баре Chequers.
Первоначальный состав часто менялся — группа сменила нескольких барабанщиков и басистов в течение 1974 года. В сентябре 1974 года AC/DC заменили Дейва Эванса на харизматичного Бона Скотта (Ronald «Bon» Scott) (родился 9 июля 1946 года в Кирример, Шотландия — умер 19 февраля 1980 в Лондоне, Англия), знакомого Джорджа Янга и имевшего опыт вокалиста (в группе The Spectors; Бон был у AC/DC шофёром, когда ему предложили занять место Эванса). С этого события и начался путь группы к успеху. Ещё с Эвансом были записаны 2 песни: «Can I Sit Next to You Girl» и «Rockin’ in the Parlour» (в 1974 году они вышли как их дебютный сингл). «Can I Sit Next to You Girl» была затем перезаписана с вокалом Скотта.
Маргарет Янг, кроме названия, ещё предложила Ангусу в качестве сценического костюма (Малькольм как-то дал всем участникам задание явиться на репетицию в костюмах) использовать школьную форму (вельветовые пиджачок и шорты, галстук), которую он носил в средней школе для мальчиков «Эшфилд» в Сиднее (Ashfield Boys High School). Эту форму и школьный ранец он стал надевать практически на всех концертах группы.
Благодаря постоянному участию в транслируемом по всей Австралии телевизионному шоу популярной музыки «Обратный отсчёт» (Countdown) (в период между 1974 и 1978 годами) группа стала одной из наиболее известных и популярных в стране. В эти годы AC/DC выпустили ряд успешных альбомов и синглов, включая известный рок-н-ролльный гимн «It’s a Long Way to the Top (If You Wanna Rock 'n' Roll)» («Долог путь на вершину (если хочешь играть рок-н-ролл)»).
Группа подписала международный контракт с Atlantic Records и стала активно гастролировать по Великобритании и Европе, добиваясь известности и набираясь опыта, выступая на разогреве известных рок-групп того времени, таких как Alice Cooper, Black Sabbath, Kiss, Cheap Trick, Nazareth, Foreigner, Thin Lizzy и The Who. В 1976 году был издан третий австралийский альбом AC/DC Dirty Deeds Done Dirt Cheap.
Нашествие и волну популярности панк-рока 1976—1978 гг. группа благополучно пережила благодаря своим грубоватым и провокационным текстам песен и, частично, из-за того, что в британской музыкальной прессе того времени её относили к панк-группам; тем не менее, сами участники группы ненавидели панк-рок — как говорил менеджер Майкл Браунинг, «невозможно было даже поговорить с AC/DC о панке, чтобы они не разозлились». Они добились успеха на британской рок-сцене благодаря своим мощным и скандальным концертным шоу, а Ангус Янг быстро стал знаменит из-за своего провокационного поведения на сцене, что, в том числе, привело к тому, что группе запретили выступать на нескольких британских концертных площадках.

Обложка альбома Highway to Hell: состав группы образца 1979 года. Слева направо: Малькольм Янг, Клифф Уильямс, Фил Радд, Ангус Янг, Бон Скотт

Спродюсированный Маттом Лангом (Mutt Lange) альбом 1979 года Highway to Hell вознёс группу на вершины мировых хит-парадов рок-музыки всех времён. Альбом стал самым популярным из дискографии группы на момент выхода. Многие песни этого альбома до сих пор часто можно услышать на радио, а рифф заглавной композиции мгновенно стал классикой в рок-музыке.

### Смерть Бона Скотта
19 февраля 1980 года Бон Скотт, находясь в состоянии сильного алкогольного опьянения после очередной вечеринки в лондонском Кэмден-тауне, был оставлен на ночь в автомобиле своего знакомого Алистера Кинниара (Allistair Kinnear). Тот и обнаружил Бона на следующий день мёртвым. Причиной смерти официально стало переохлаждение, хотя наиболее распространённой версией и по сей день является то, что Бон Скотт захлебнулся собственными рвотными массами. Также упоминается, что определённую роль в его смерти сыграла астма.
Члены группы первоначально планировали прекратить свою музыкальную деятельность в составе AC/DC, но позже решили, что Бон Скотт хотел бы, чтобы группа продолжала существовать. Музыканты перепробовали несколько кандидатов на место вокалиста, в их числе — бывший участник Moxy Базз Ширман, который не смог присоединиться из-за проблем с голосом, вокалист Slade Нодди Холдер и бывший участник Back Street Crawler Терри Слессер. По совету Лэнга группа пригласила на прослушивание Брайана Джонсона, который впечатлил группу исполнением двух песен — одной AC/DC и одной Тины Тернер («Whole Lotta Rosie» и «Nutbush City Limits», соответственно), и вскоре они пригласили Джонсона на второе прослушивание.

### 1980-е годы

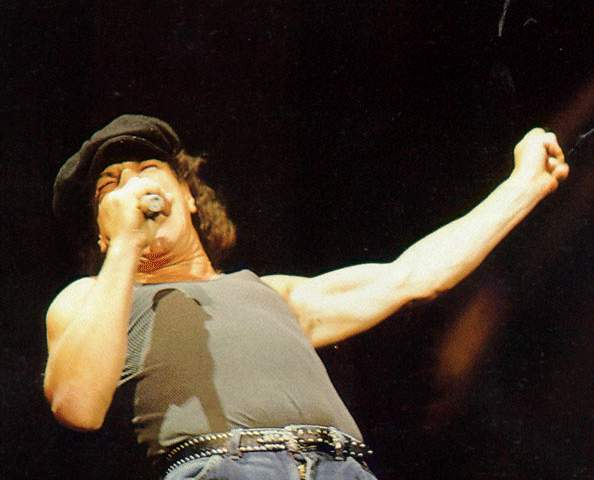
Брайан Джонсон

Вскоре группа написала альбом Back in Black, также спродюсированный Лангом. Back in Black, выпущенный в 1980 году, стал самым продаваемым альбомом группы и одним из самых значительных в истории рок-музыки.
Следующий альбом, For Those About to Rock (We Salute You), выпущенный в 1981 году, также очень хорошо продавался и был хорошо принят критиками. Одноимённая композиция, заканчивающаяся под гром палящих пушек, стала кульминационным и завершающим номером большинства последующих концертов AC/DC.
Альбом Flick of the Switch 1983 года, который группа продюсировала без Ланга, был встречен публикой довольно прохладно. Барабанщик Фил Радд из-за личных разногласий с остальными членами группы, вызванных, по некоторым данным, проблемами с алкоголем, покинул группу. На его место после анонимного прослушивания взяли Саймона Райта (Simon Wright), бывшего члена группы Tytan. В 1985 году в новом составе группа записала альбом Fly on the Wall, продававшийся ещё хуже предшественника. Вместе с этим альбомом группа выпустила короткометражный музыкальный фильм Fly on the Wall, в котором AC/DC исполняют 5 из десяти песен альбома в баре, с использованием различных спецэффектов, включая анимированную муху.
В 1986 году AC/DC вернулись в хит-парады с заглавной песней альбома Who Made Who, являющегося саундтреком к фильму Стивена Кинга «Максимальное ускорение» (Maximum Overdrive). Альбом содержал хиты из предыдущих альбомов и две новых инструментальных композиции. В феврале 1986 года группа была принята в Зал славы Австралийской ассоциации звукозаписывающей индустрии (Australian Record Industry Association Hall of Fame). Альбом 1988 года Blow Up Your Video группа выпустила вместе с первоначальным составом продюсеров, Гарри Вандой (Harry Vanda) и Джорджем Янгом. Этот альбом продавался лучше, чем предыдущий и попал в британский хит-парад двадцати лучших синглов с песней «Heatseeker».

### 1990-е и 2000-е годы
После выхода Blow Up Your Video из группы ушёл Райт и был заменён на сессионного музыканта Криса Слейда (Chris Slade). Джонсон не мог участвовать в работе группы несколько месяцев, поэтому братья Янги писали песни для альбома самостоятельно, как и для всех последующих.
В 1990 году вышел альбом The Razor’s Edge, содержащий такие хиты как «Thunderstruck» и «Moneytalks». Альбом стал мультиплатиновым, вошёл в десятку хит-парада США (2-е место) и двадцатку синглов в Великобритании.

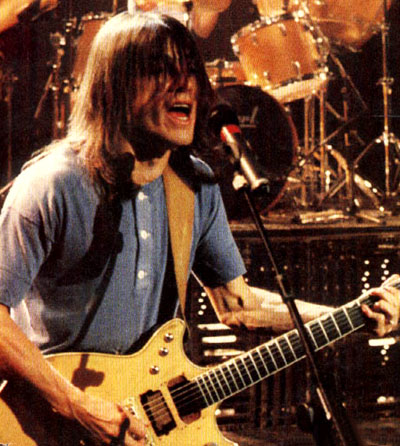
Малкольм Янг

21 марта 1991 года AC/DC начала свой европейский тур в Хельсинки. Британская часть тура началась 15 апреля на «Уэмбли».
В августе 1991 группа приняла участие в фестивале «Монстры рока» в Кастл-Донингтоне, а также ещё в серии из 20 фестивалей по всему континенту в 18 городах. Этот тур включал в себя одно бесплатное выступление, которое состоялось в Москве 28 сентября 1991 года на поле аэродрома Тушино. Оно привлекло аудиторию порядка 500 тыс. человек, поскольку в то время музыка AC/DC была весьма популярна среди советской молодёжи, а в СССР, как и многие другие западные рок-группы, она была запрещена.
Московский концерт состоялся спустя полтора месяца после провала путча ГКЧП, завершившегося падением власти КПСС, и был представлен как «праздник демократии и свободы», став своеобразным подарком советской молодёжи за их сопротивление попытке государственного военного переворота.
Выступление было записано на видео под руководством Уэйна Ишама.
Во время тура в поддержку The Razor’s Edge несколько выступлений «AC/DC» было записано на плёнку. Среди них были исторический концерт в Москве, а также в Кастл-Донингтоне, при съёмке которого режиссёр Дэвид Малле задействовал 22 камеры.
Летом 1993 года AC/DC записывала песню «Big Gun», написанную специально для саундтрека к фильму «Последний киногерой». Продюсером композиции выступил Рик Рубин. В конце июня 1993 года она была выпущена как отдельный сингл компанией «Atco».
В начале 1993 года поползли активные слухи о том, что Фил Радд возвращается в AC/DC. Ещё в конце тура «The Razor’s Edge» (в 1991 году) Радд посетил концерт AC/DC в Окленде и провёл затем несколько часов, общаясь с участниками. Это была его первая встреча с группой с 1983 года. В 1994 году Фил Радд вернулся в группу. Уход Криса Слейда, в этой связи, был дружественным и произошёл в основном из-за сильного желания членов группы вернуть Радда. По мнению Ангуса Янга, Слейд был лучшим музыкантом в AC/DC, но желание увидеть в группе Фила было сильнее.
В этом составе группа записала в 1995 году альбом Ballbreaker с продюсером хип-хоп и хеви-метал-групп Риком Рубином и Stiff Upper Lip в 2000 году. После выхода этих альбомов группа подписала долгосрочный контракт на несколько альбомов с Sony Music, которые стали выходить под лейблом Epic Records.
В марте 2003 года группа AC/DC была введена в Зал славы рок-н-ролла в Нью-Йорке и исполнила свои хиты «Highway to Hell» и «You Shook Me All Night Long» совместно со Стивом Тайлером из Aerosmith. В мае 2003 года Малькольму Янгу была присуждена премия Теда Альберта (англ. Ted Albert Award) за «выдающийся вклад в австралийскую музыку». В том же году Американская ассоциация звукозаписывающих компаний обновила расчёты количества продаж альбомов группы с 46,5 млн копий до 63 млн, что сделало AC/DC пятой группой в истории США, продавшей наибольшее количество альбомов после The Beatles, Led Zeppelin, Pink Floyd и Eagles. Кроме того, был удостоверен «дважды бриллиантовый» (20 миллионов проданных копий) статус альбома Back in Black, что сделало его шестым в списке самых продаваемых альбомов в истории США (в 2005 году количество проданных копий альбома достигло 21 миллиона, что вывело его на пятую позицию).
В июле 2003 года группа имела совместное выступление с Rolling Stones на Сарсфесте (Sarsfest), на концерте в Торонто (Канада), посвящённом борьбе с эпидемией SARS.
1 октября 2004 года улица Корпорейшн-Лейн (Corporation Lane) в Мельбурне была официально переименована в ACDC-Лейн (ACDC Lane) в честь группы (названия улиц в Мельбурне не могут содержать символ «/»). Улица находится рядом со Свонстон Стрит (Swanston Street), местом, где группа записывала свой видеоклип для хита 1975 года «It’s a Long Way to the Top».

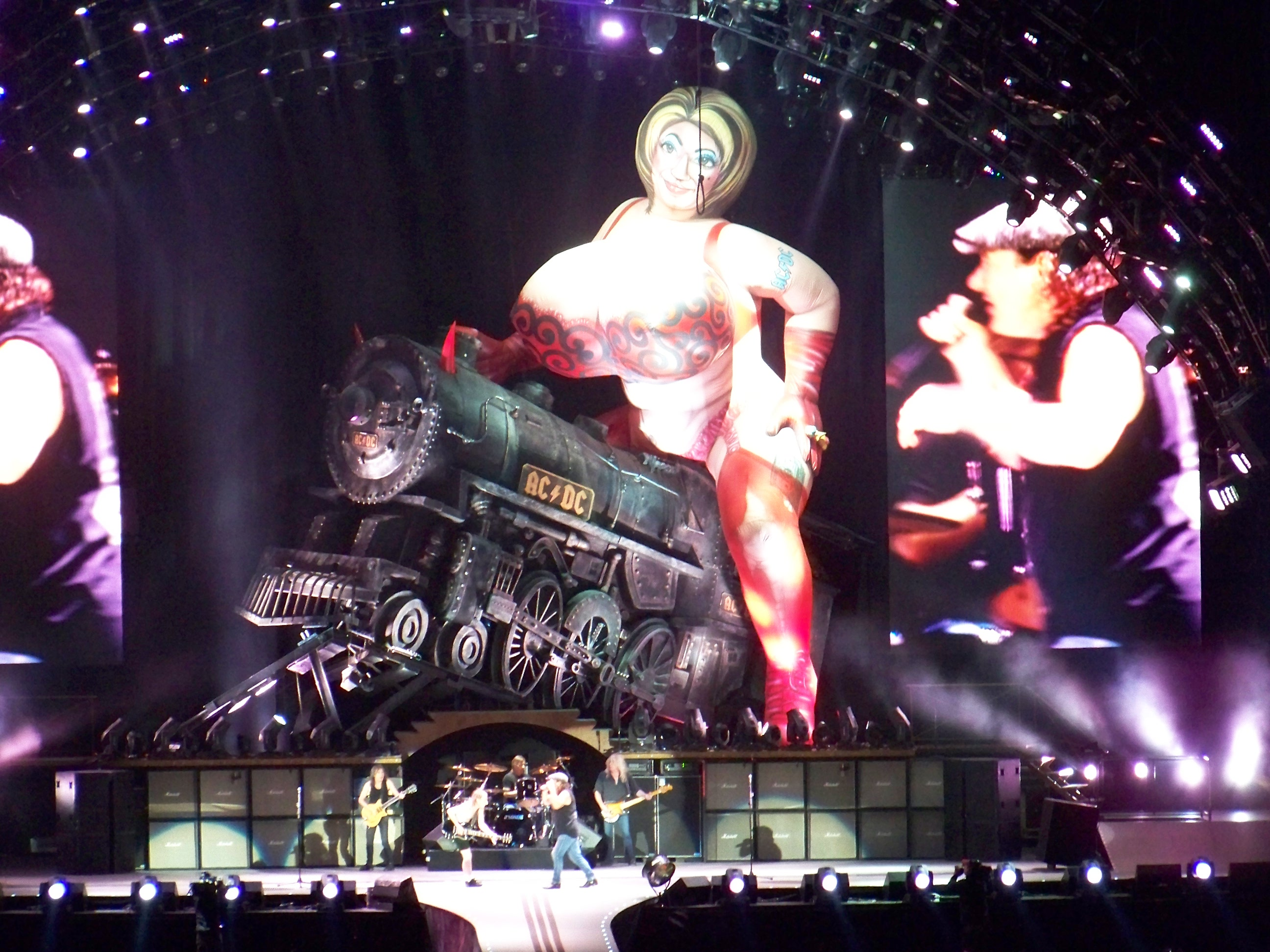
Black Ice World Tour

В марте 2005 года вышел набор из двух DVD дисков, «Family Jewels», содержащий музыкальное видео и клипы с концертов. Первый диск относится к эре Бона Скотта (с концертными видеозаписями, снятыми за 10 дней до смерти Скотта), второй содержал видеоматериалы эры Брайана Джонсона.
В апреле 2008 года стало известно о том, что музыканты работают над очередным альбомом, который должен появиться в продаже до конца года. 28 августа 2008 года вышел сингл «Rock’n’Roll Train», а 20 октября того же года AC/DC выпустили свой новый альбом Black Ice, который уже через неделю после выхода возглавил хит-парады 29 стран мира. За первую неделю группа продала 5 миллионов копий альбома во всем мире. В австралийском Top 50 в начале ноября оказалось 6 альбомов AC/DC. В числе тех, кто в восторженных тонах отозвался о новом альбоме, был австралийский поэт и писатель Джон Кинселла, отметивший «умные, острые, по-своему гениальные» тексты альбома. По итогам года журнал Rolling Stone составил список 50 лучших альбомов 2008 года, в котором австралийцы с альбомом Black Ice расположились на 41-й строчке хит-парада. В феврале 2009 года международная федерация фонографической индустрии (IFPI) обнародовала суммарные данные о продажах музыкальных альбомов в мире за 2008 год, в котором AC/DC (альбом Black Ice) оказались на втором месте, пропустив вперед только британскую группу Coldplay с альбомом Viva la Vida or Death and All His Friends.
В конце октября группа вышла в турне по Северной Америке, в качестве разогрева пригласив группу The Answer.

### 2010-е и 2020-е годы
В ноябре 2012 года пользователи iTunes получили доступ к 16 студийным альбомам группы.
В марте 2013 года из интервью с Клиффом Уильямсом стало известно о записи нового альбома:
Главное донести основную идею до остальных, потом уже подключатся барабанщик и вокалист. Общие идеи концентрируются и тогда мы получаем уже финишный материал для работы в студии

#### 2014—2016
В апреле 2014 года, Малькольм Янг был вынужден покинуть группу по состоянию здоровья. Последнее выступление Малькольма с группой состоялось 28 июня 2010 года в Бильбао, в Испании, а 18 ноября 2017 он скончался в возрасте 64 лет. Таким образом новый, 17-й студийный альбом AC/DC, Rock or Bust, выпущенный в ноябре 2014 года, стал первым в истории группы, в записи которого Малькольм не принимал участие. Место гитариста занял его племянник Стивен Янг. Он также был заявлен как исполнитель гитарных партий в туре в поддержку альбома в 2015 году.
В ноябре 2014 года, правоохранительные органы Новой Зеландии обвинили барабанщика Фила Радда в попытке организации убийства и в хранении наркотиков. На следующий день обвинения были частично отозваны. На время тура Радд был заменён Крисом Слэйдом. В апреле 2015 года Радд признал свою вину в угрозе убийством и вскоре после этого официальный сайт AC/DC включил Слэйда в основной состав группы. 9 июля 2015 года Фил Радд был приговорен к восьми месяцам домашнего ареста.
В марте 2016 года Брайану Джонсону был поставлен неутешительный диагноз — врачи настоятельно рекомендовали ему приостановить концертные выступления, в противном случае вокалисту грозит «полная потеря слуха». В результате вердикта врачей AC/DC пришлось перенести множество концертов в США и Европе в рамках Rock or Bust World Tour. По сложившейся ситуации было неясно, останется ли Джонсон в группе. Последнее выступление с AC/DC было 28 февраля 2016 года в Sprint Center, в Канзас-Сити. Позже на Шоу Гварда Стерна Джонсон заявил, что потеря слуха была связана не с выступлениями с AC/DC в течение 36 лет, а скорее всего из-за его увлечения автогонками из-за забывчивости вставлять затычки в уши во время одной из гонок, в результате которой была разорвана левая барабанная перепонка. Однако 15 марта 2016 года американский комик Джим Бройер (друг Джонсона) сообщил, что Джонсон получил второе мнение относительно своего слуха и что не всё так плохо, как изначально предполагалось. Тем не менее, Джонсон сказал, что он был уволен из AC/DC и не слышал ничего от группы с момента переноса туров, добавив, что Ангус Янг хочет продолжить деятельность группы ещё как минимум на протяжении десяти лет и сделать хотя бы ещё один студийный альбом и мировое турне. 17 апреля 2016 года группа заявила, что место вокалиста на концертах займёт Эксл Роуз: «Участники AC/DC хотели бы поблагодарить Брайана Джонсона (Brian Johnson) за его вклад и преданность группе за все эти годы. Мы желаем ему всего наилучшего в его проблемах со слухом и будущих начинаниях. Как бы мы ни хотели, чтобы этот тур закончился так же, как он начинался, мы понимаем, уважаем и поддерживаем решение Брайана прекратить гастроли и спасти слух. Тем не менее, мы намерены выполнить оставшиеся гастрольные обязательства перед всеми, кто поддерживал нас все эти годы, и нам повезло, что Эксл Роуз любезно предложил свою помощь в выполнении этих обязательств».
В июле 2016 года бас-гитарист Клифф Уильямс заявил о намерении покинуть группу после окончания тура Rock or Bust в конце года. Его решение связано с уходом трёх других постоянных участников группы. В конце мирового турне Rock or Bust World Tour, он выпустил видеообращение, в котором подтвердил свой уход. Его последнее выступление с AC/DC состоялось 20 сентября 2016 года в Филадельфии.
После окончания Rock or Bust tour 2016 года группа взяла перерыв. В течение следующих четырёх лет возникло предположение, что бывшие участники Джонсон и Радд вернулись и снова работают с группой, после того, как фанат, живущий недалеко от The Warehouse Studio в Ванкувере, заявил, что наблюдал за ними на открытой площадке студии из окна своей квартиры.

#### Воссоединение иPower Up(2020)
28 сентября 2020 года AC/DC обновили свои аккаунты в социальных сетях коротким видеоклипом, изображающим неоновую подсветку в форме логотипа группы в виде молнии, что привело к предположению, что они «готовятся объявить о своем возвращении, возможно, уже на этой или следующей неделе». На следующий день официальный веб-сайт группы был перенаправлен на pwrup.acdc.com и дополнен интернет-магазином AC/DC и подпиской на электронную почту «Power Up», что привело к предположению, что Power Up могла бы быть названием нового альбома. Это предположение было также поддержано другим тизерным видео от AC/DC, просто с хэштегом #PWRUP.
30 сентября 2020 года AC/DC официально подтвердили возвращение Брайана Джонсона, Фила Радда и Клиффа Уильямса, наряду с Ангусом и Стиви Янгами, таким образом воссоединяя состав, записавший альбом Rock or Bust.
1 октября 2020 года AC/DC выпустили отрывок своей новой песни «Shot in the Dark» — вероятно, первый тизер к их новому альбому, в котором были продемонстрированы рифф и частичный припев в течение 25 секунд, прежде чем он был прерван звуковым эффектом остановки записи .
7 октября 2020 года группа выпустила сингл «Shot in the Dark» и подтвердила свой новый студийный альбом Power Up (записанный в 2018 и 2019 годах). Релиз состоялся 13 ноября 2020 года. Трек-лист альбома был опубликован на их веб-сайте. Ангус Янг также отметил, что новый альбом, как и Rock or Bust , посвящён Малькольму Янгу во многом так же, как Back in Black был посвящён Бону Скотту.
2 октября 2023 года AC/DC открыли дайв-бар в клубе Club 5 Bar в Индио под названием High Voltage Dive Bar. 7 октября 2023 года AC/DC выступили в качестве со-хедлайнеров музыкального фестиваля Power Trip в Empire Polo Club в Индио, Калифорния, что стало их первым шоу за 7 лет, причём Уильямс был частью состава после выхода на пенсию, а американский барабанщик Мэтт Лауг, который ранее играл в Slash's Snakepit и Alice Cooper, заменил Радда. Слухи о группе распространились, дав «предположение», что они отправятся в очередной тур в 2024 году, включая возможное выступление на фестивале Rock in Rio в 2024 году, который должен был состояться в сентябре в Рио-де-Жанейро . В ноябре 2023 года слухи пополнились, поскольку мэр Мюнхена Дитер Райтер подтвердил, что группа забронировала концерт на Олимпийском стадионе на 12 июня 2024 года.
16 декабря 2023 года было объявлено, что бывший участник группы Колин Бёрджесс скончался в возрасте 77 лет. 6 февраля 2024 года группа опубликовала на своих социальных аккаунтах тизер, на котором изображен символ группы — мерцающая молния, а затем появляются слова «Are You Ready» и одноимённая песня. Это заставило поклонников предположить, что группа вернется к гастролям спустя 8 лет. Power Up Tour был объявлен 12 февраля, а бывший басист Jane's Addiction Крис Чейни заменил Уильямса.

## Галерея

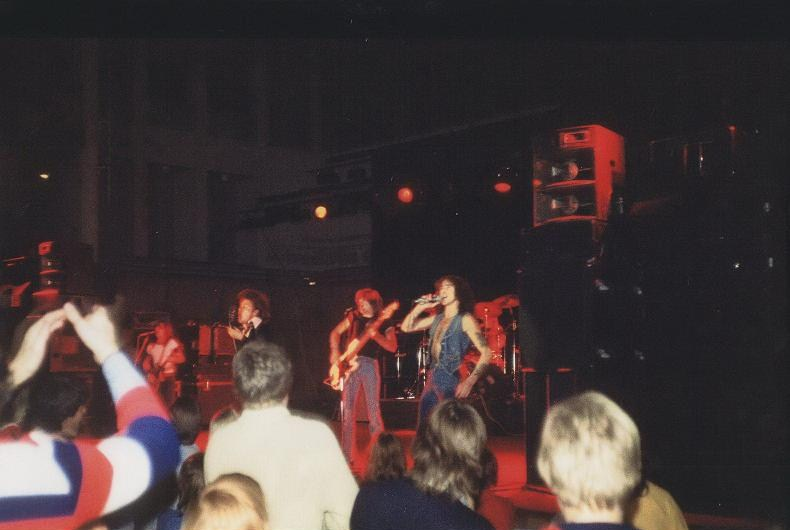
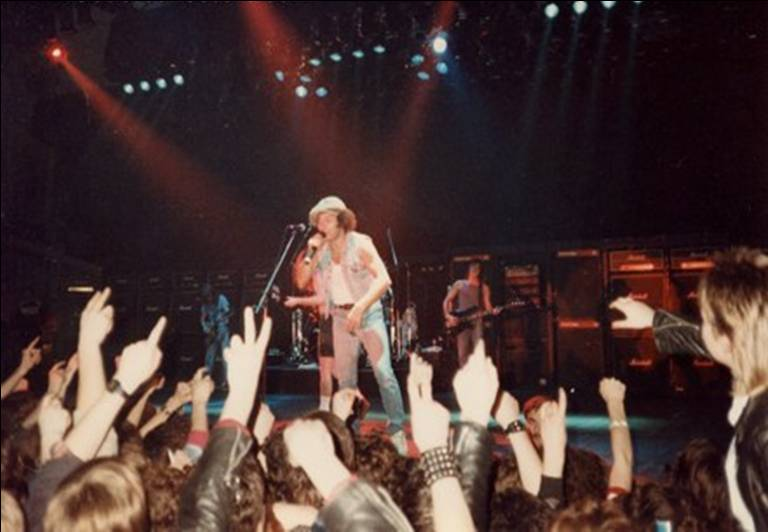
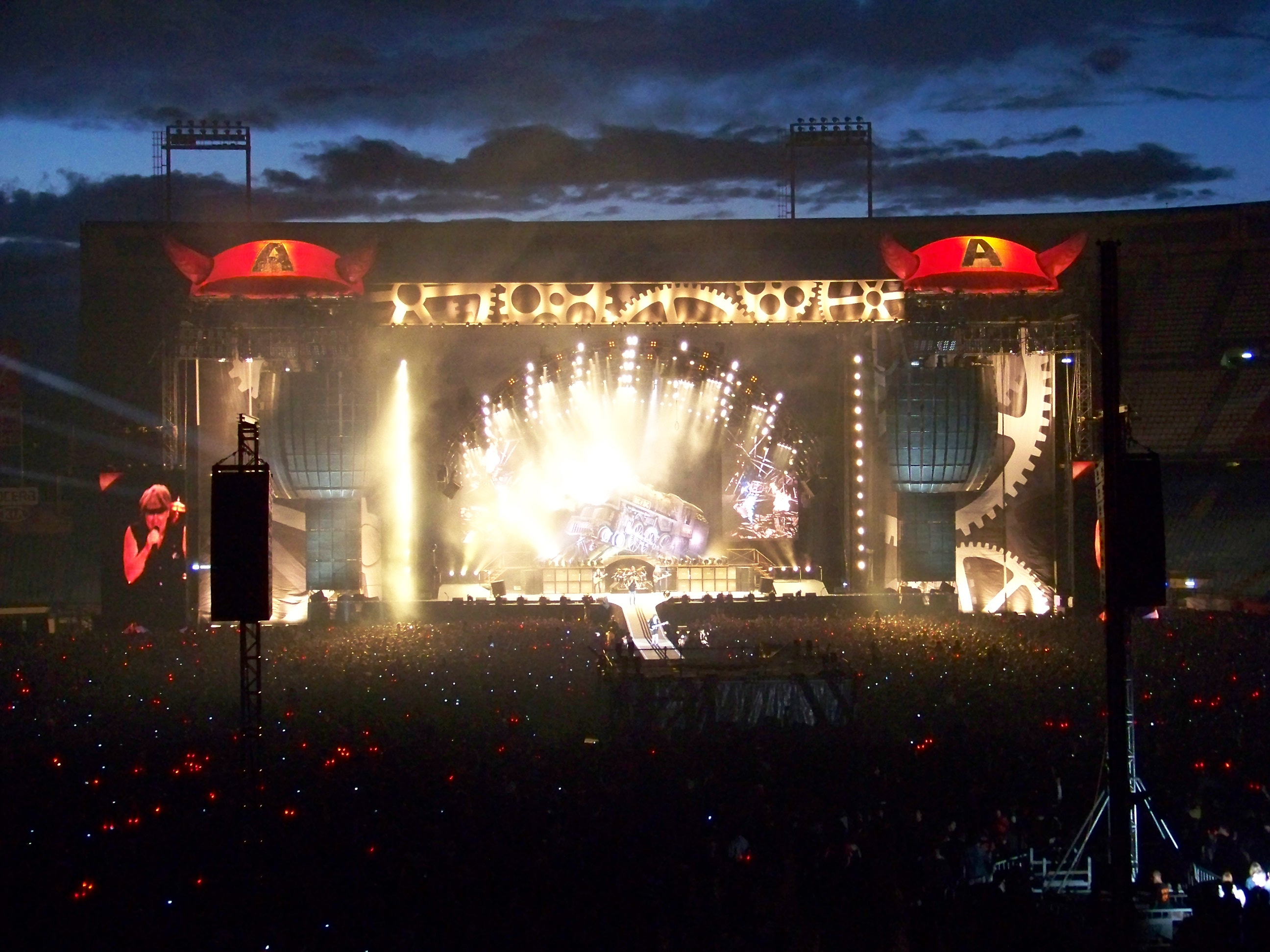
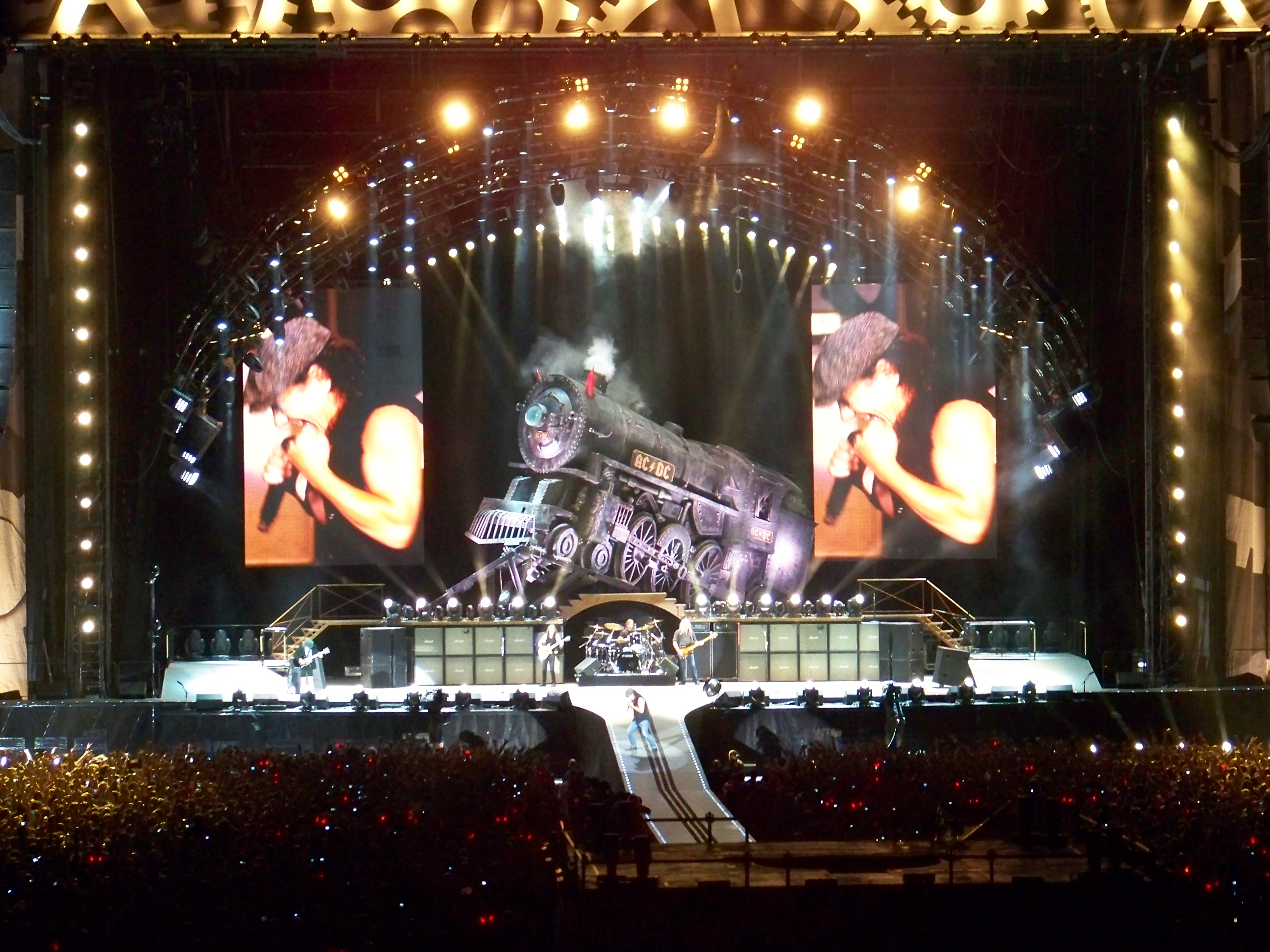
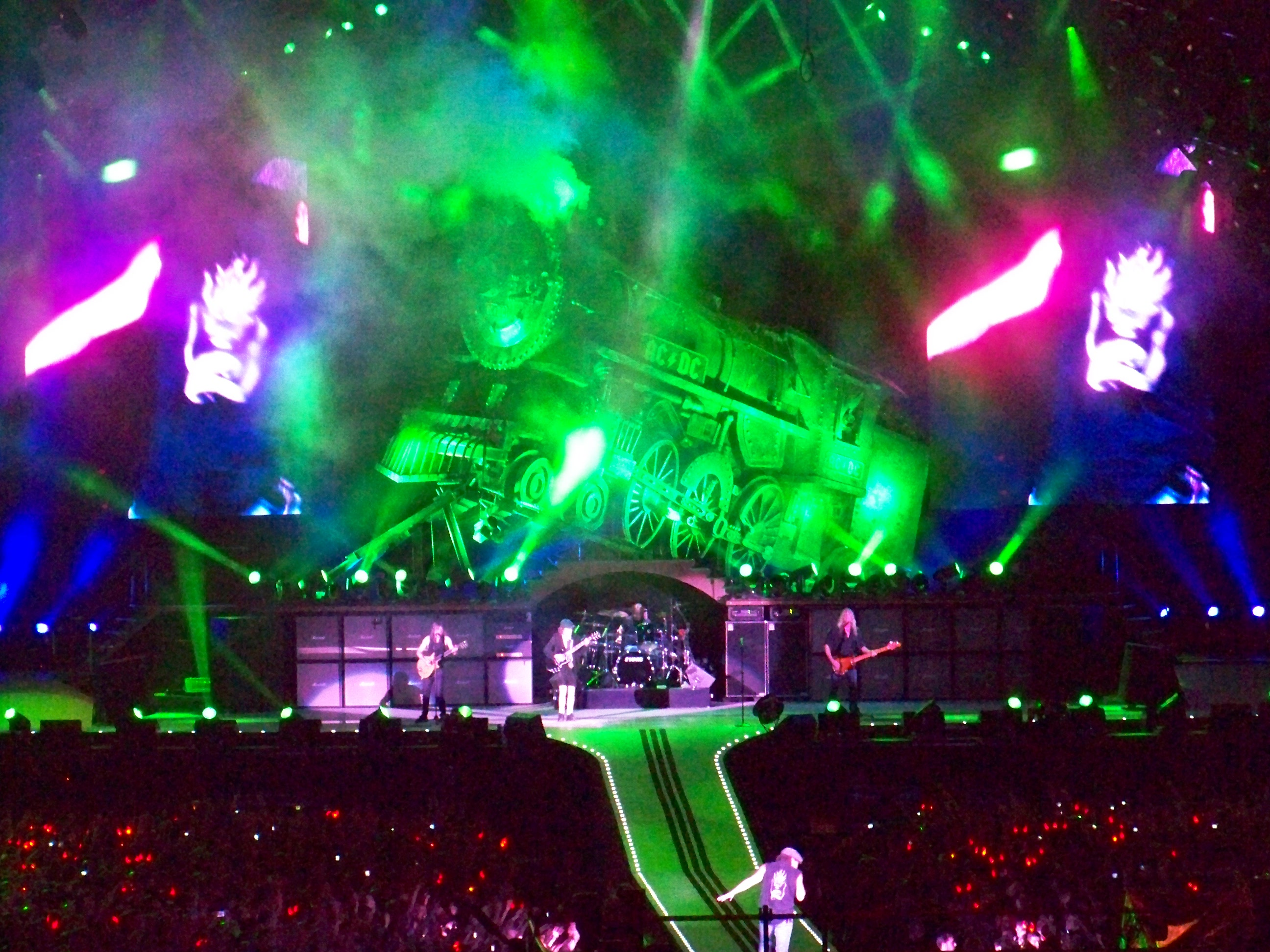
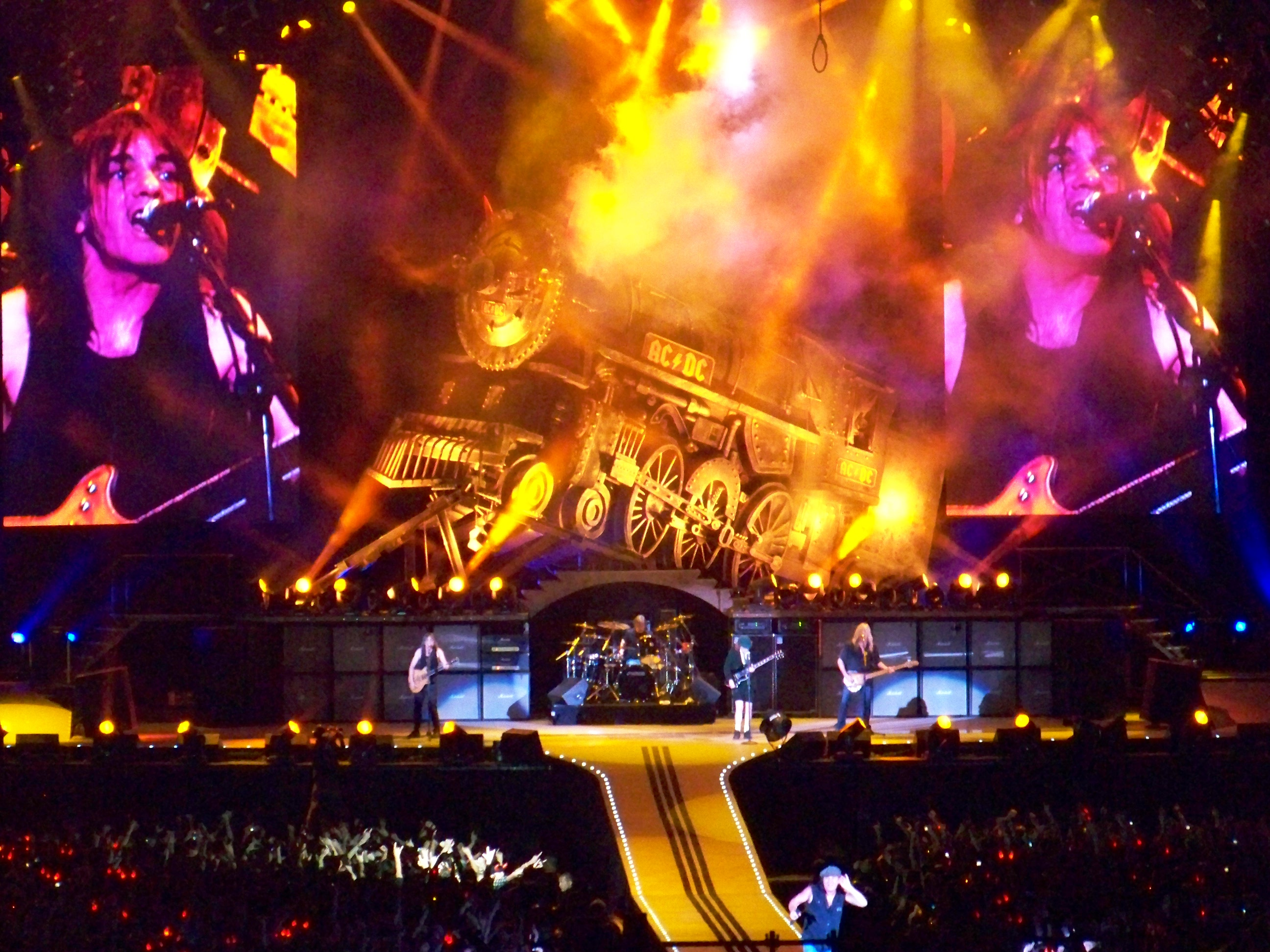

## Дискография

### Австралия
- High Voltage (LP; февраль 1975)
- T.N.T. (LP; декабрь 1975)
- Dirty Deeds Done Dirt Cheap (LP; сентябрь 1976)
- Let There Be Rock (LP; март 1977)
- Powerage (LP; июнь 1978)
- Highway to Hell (LP; ноябрь 1979)
- Back in Black (LP; август 1980)
- For Those About to Rock (We Salute You) (LP; ноябрь 1981)
- Flick of the Switch (LP; август 1983)
- Fly on the Wall (LP; июнь 1985)
- Blow Up Your Video (LP; январь 1988)
- The Razor’s Edge (LP; сентябрь 1990)
- Ballbreaker (LP; сентябрь 1995)
- Stiff Upper Lip (LP; февраль 2000)
- Black Ice (LP; октябрь 2008)
- Rock or Bust (LP; ноябрь 2014)
- Power Up (ноябрь 2020)

### Европа и США
- High Voltage (LP; май 1976)
- Dirty Deeds Done Dirt Cheap (LP; декабрь 1976) (европейский релиз)
- Let There Be Rock (LP; октябрь 1977)
- Powerage (LP; май 1978)
- If You Want Blood You’ve Got It (LP, концертный, октябрь 1978)
- Highway to Hell (LP; август 1979)
- Back in Black (LP; июль 1980)
- Dirty Deeds Done Dirt Cheap (LP; апрель 1981) (издание в США)
- For Those About to Rock (We Salute You) (LP; ноябрь 1981)
- Flick of the Switch (LP; август 1983)
- ’74 Jailbreak (Мини-альбом; август 1984) — Пять треков с австралийского издания «High Voltage» и один трек с «Dirty Deeds Done Dirt Cheap»
- Fly on the Wall (LP; июль 1985)
- Who Made Who (LP; май 1986) — саундтрек экранизации романа Стивена Кинга «Максимальное ускорение» (Maximum Overdrive)
- Blow Up Your Video (LP; февраль 1988)
- The Razor’s Edge (LP; октябрь 1990)
- Live (LP, концертный; октябрь 1992) (издавался и как двойной, и как одиночный альбом)
- Live: Collector’s Edition (2 LP, концертный; 1992)
- Ballbreaker (LP; сентябрь 1995)
- Bonfire (LP; декабрь 1997) (сборник, посвящённый позднему творчеству Бона Скотта)
- Stiff Upper Lip (LP; февраль 2000)
- Black Ice (2008)
- Iron Man 2 (2010)
- Rock or Bust (LP; ноябрь 2014)
- Power Up (ноябрь 2020)

## Саундтреки
- Максимальное ускорение (Maximum Overdrive) — 1986, США, песни из альбома «Who Made Who»
- Дикие сердцем (Wild At Heart) — 1990, США, песня «Baby, Please Don’t Go» (звучит в автомобиле Джонни Фарго)
- Последний киногерой (Last Action Hero) — 1993, США, песня «Big Gun»
- Бивис и Баттхед уделывают Америку (Beavis and Butt-head Do America) — 1996, США, песня «Gone Shootin'»
- Части тела (Private Parts) — 1997, США, песня «You Shook Me All Night Long»
- Грязная работа (Dirty Work) — 1998, Канада / США, песня «Dirty Deeds Done Dirt Cheap»
- Студенческая команда (Varsity Blues) — 1999, США, песня «Thunderstruck»
- Детройт — город рока (Detroit Rock City) — 1999, США, песни «Highway to Hell», «Problem Child» и «Whole Lotta Rosie»
- Симпсоны (The Simpsons) — 1999, США, песня «Highway to Hell» (10 сезон 18 серия)
- Никки, дьявол-младший (Little Nicky) — 2000, США, песня «Highway to Hell»
- История рыцаря (A Knight’s Tale) — 2001, США песня «You Shook Me All Night Long»
- Рок-звезда (Rock Star) — 2001, США, песня «Are You Ready»
- Грязные делишки (Dirty Deeds) — 2002, Австралия / Канада, песня «Dirty Deeds Done Dirt Cheap»
- Пункт назначения 2 (Final Destination 2) — 2003, США, песня «Highway to Hell»
- Школа рока (The School of Rock) — 2003, США / Германия, песни «Back in Black», «For Those About to Rock We Salute You», «Highway to Hell», «It’s a Long Way to the Top»
- Шоу 70-х (That '70s Show) — 2003, США, песня «T.N.T.» (7 серия 6 сезон)
- Придурки из Хаззарда (The Dukes of Hazzard) — 2005, США, песни «Shoot to Thrill», «If You Want Blood»
- Всё или ничего (The Longest Yard) — 2005, США, песни «Thunderstruck», «If You Want Blood»
- Реальные кабаны (Wild Hogs) — 2007, США, песня «Highway to Hell»
- Пристрели их (Shoot 'Em Up) — 2007, США, песня «If You Want Blood (You’ve Got It)»
- Сверхъестественное (Supernatural) — 2005—2014, США / Канада, песни «Highway to Hell» (1 сезон 1 серия), «Back in Black» (1 сезон 1 серия; 2 сезон 3 серия), «Hells Bells» (3 сезон 1 серия), «You Shook Me All Night Long» (4 сезон 1 серия), «Thunderstruck» (5 сезон 1 серия), «For Those About to Rock We Salute You» (9 сезон 4 серия)
- Железный человек (Iron Man) — 2008, США, песня «Back in Black»
- Рыцарь дорог (Knight Rider) — 2008, США, песня «Rock’n Roll Train»
- Бруно (Bruno) — 2009, США, песня «Back in Black»
- Доктор Хаус (House M.D.) — 2007, США, песня «Highway to Hell»
- Меня зовут Эрл (My Name Is Earl) — 2005—2009, США, песня «Thunderstruck»
- Сексдрайв (Sexdrive) — 2008, США, песня «Let’s Get It Up»
- Железный человек 2 (Iron Man 2) — 2010, США, песни «Shoot to Thrill», «Razor’s Edge», «War Machine», «Highway to Hell»
- Перси Джексон и похититель молний (Percy Jackson & the Olympians: The Lightning Thief) — 2010, США, песня «Highway to Hell»
- Каратэ-пацан (The Karate Kid) — 2010, США / КНР, песня «Back in Black»
- Мегамозг (Megamind) — 2010, США, песни «Highway to Hell», «Back in Black»
- Одноклассники (Grown Ups) — 2010, США, песня «Walk All Over You»
- Тони Хоук Про Скейтер 4 (Tony Hawk’s Pro Skater 4) — 2002, США, песня «T.N.T.»
- Смурфики (The Smurfs) — 2011, США, песня «Back in Black»
- Пункт назначения 5 (Final Destination 5) — 2011, США, песни «If You Want Blood (You’ve Got It)», «Highway to Hell»
- Гриффины (Family Guy) — 2011, США, песня «Highway to Hell» (7 серия 10 сезон)
- Как я встретил вашу маму (How I Met Your Mother) — 2011, США, песня «Highway to Hell» (7 сезон 12 серия)
- Морской бой (Battleship) — 2012, США, песни «Hard As a Rock», «Thunderstruck»
- Мстители (The Avengers) — 2012, США, песня «Shoot to Thrill»
- Отец-молодец (Delivery Man) — 2013, США, песня «Thunderstruck»
- Забойный реванш (Grudge Match) — 2013, США, песня «Back In Black»
- Самолёты: Огонь и вода (Planes: Fire and Rescue) — 2014, США, песня «Thunderstruck»
- Первое свидание Райли? (Riley’s first date?) — 2015, США, песня «Back in Black»
- Здравствуй, папа, новый год! (Hello, dad, new year!) — 2015, США, песня «Thunderstruck» (звучит на эскалаторе)
- Отряд самоубийц (Suicide Squad) — 2016, песня «Dirty deeds done dirt cheap»
- Зачинщики — 2016, США
- Дело храбрых (Only the Brave) — 2017, песня «It’s A Long Way To The Top (If You Wanna Rock’n’roll)»
- Дэдпул 2 (Deadpool 2) — 2018, песня «Thunderstruck»
- Человек-Паук: Вдали от дома (Spider-Man: Far From Home) — 2019, песня «Back in Black»
- Дэдпул и Росомаха (Deadpool & Wolverine) — 2024, песня «Hells Bells»

## Концертные туры
- «For Those About to Rock Tour» (англ. For Those About to Rock Tour) (11 ноября 1981 — 15 декабря 1982)
- «Flick of the Switch/Monsters of Rock Tour» (14 октября 1983 — 19 января 1984)
- «Fly on the Wall Tour» (2 сентября 1985 — 16 февраля 1986)
- «Who Made Who World Tour» (30 июля 1986 — 20 сентября 1986)
- «Blow Up Your Video World Tour» (28 января 1988 — 13 ноября 1988)
- «The Razor’s Edge World Tour» (2 ноября 1990 — 16 ноября 1991, европейский тур — с 21 марта 1991)
- «Ballbreaker World Tour» (12 января 1996 — 30 ноября 1996)
- «Stiff Upper Lip World Tour» (1 августа 2000 — 8 июля 2001)
  - «Stiff Upper Lip — Australian Tour»
- «Black Ice World Tour» (20 декабря 2008 — 30 июня 2009, второе место в мире по итогам 2010[95])
- «Rock Or Bust» — World tour (2015—2016, прерван в начале 2016 из-за проблем со слухом у Б. Джонсона[96])
- «Power up» — European tour (17 мая 2024 — 17 Августа 2024)[97]

## Состав

### Текущий состав
- Ангус Янг (Angus Young) — соло-гитара, иногда бэк-вокал (1973—наши дни)
- Фил Радд (Phil Rudd) — ударные, перкуссия (1975—1983, 1994—2015, 2018—наши дни; не выступает с 2023)[98][99]
- Клифф Уильямс (Cliff Williams) — бас-гитара, бэк-вокал (1977—2016, 2018—наши дни; не выступает с 2024)[98][99]
- Брайан Джонсон (Brian Johnson) — ведущий вокал (1980—2016, 2018—наши дни)[98][99]
- Стиви Янг (Stevie Young) — ритм-гитара, бэк-вокал (2014—наши дни; концертный участник в 1988)

### Концертные участники
Текущие концертные участники
- Мэтт Лауг (Matt Laug) — ударные (2023—наши дни)
- Крис Чейни (Chris Chaney) — бас-гитара, бэк-вокал (2024—наши дни)

Бывшие концертные участники
- Джордж Янг (George Young) — бас-гитара, бэк-вокал, ритм-гитара (1974—1975; умер в 2017)
- Дэнис Лоуглин (Denis Loughlin) — ведущий вокал (1974; умер в 2019)
- Брюс Хоу (Bruce Howe) — бас-гитара (1975)
- Пол Грэгг (Paul Gregg) — бас-гитара (1991)
- Эксл Роуз (Axl Rose) — ведущий вокал  (2016)

### Бывшие участники
- Малькольм Янг (Malcolm Young) — ритм-гитара, бэк-вокал, иногда соло и бас-гитара (1973—2014; умер в 2017)
- Дэйв Эванс (Dave Evans) — ведущий вокал (1973—1974)
- Ларри Ван Кридт (Larry van Kriedt) — бас-гитара (1973—1974, 1975)
- Колин Берджесс (Colin Burgess) — ударные (1973—1974, 1975; умер в 2023)
- Пол Мэттерс (Paul Matters) — бас-гитара (1974—1975; умер в 2020)
- Нил Смит (Neil Smith) — бас-гитара (1974)
- Рон Карпентер (Ron Carpenter) — ударные (1974)
- Рассел Коулман (Russell Coleman) — ударные (1974)
- Ноэль Тейлор (Noel Taylor) — ударные (1974)
- Питер Клак (Peter Clack) — ударные (1974, 1974—1975)
- Роб Бэйли (Rob Bailey) — бас-гитара (1974, 1974—1975)
- Бон Скотт (Ronald Belford «Bon» Scott) — ведущий вокал, иногда волынка (1974—1980; умер в 1980)
- Марк Эванс (Mark Evans) — бас-гитара (1975—1977)
- Саймон Райт (Simon Wright) — ударные, перкуссия (1983—1989)
- Крис Слэйд (Chris Slade) — ударные, перкуссия (1989—1994, 2015—2016)

## Награды и признание
- В Мадриде (Испания) в честь AC/DC была названа улица[100][101]. Также в Испании есть ещё одна улица, названная в честь группы AC/DC, в городе Леган, рядом с Мадридом — «Calle de AC/DC», недалеко от улиц, также названных в честь рок-групп: Iron Maiden и Rosendo (испанская рок-группа).
- В марте 2003 года группа AC/DC была принята в Зал славы рок-н-ролла в Нью-Йорке[102].
- В мае 2003 года братьям Янгам была присуждена награда Теда Альберта (Ted Albert Award) «за выдающийся вклад в австралийскую музыку»[103].
- В 2003 году Ассоциация звукозаписывающей индустрии Америки (Recording Industry Association of America, RIAA) обновила расчёты количества продаж альбомов группы — 72 миллиона копий, что сделало AC/DC десятой группой в истории США, продавшей наибольшее количество альбомов.[10]
- 1 октября 2004 года улица Корпорейшн-Лейн (Corporation Lane) в Мельбурне была в честь группы официально переименована в ACDC-Лейн (ACDC Lane; названия улиц в Мельбурне не могут содержать символ «/»); она находится рядом со Свонсон Стрит (Swanston Street)[104].
- В 2010 году группа получила свой первый Грэмми за всю историю коллектива, за песню «War Machine[англ.]», в номинации «Лучшее исполнение в жанре хард-рок»[105].
- AC/DC занимают четвёртую позицию в списке 100 Greatest Artists of Hard Rock канала VH1[106] и седьмую — в списке MTV Greatest Heavy Metal Band Of All Time[107].

## Бизнес
В 2011 году AC/DC и австралийская винодельческая компания Warburn Estate заключили контракт на выпуск коллекции вин, названных в честь песен легендарного коллектива. В коллекцию вин имени AC/DC включены следующие наименования: Back In Black (шираз урожая 2010 года; красное сухое), You Shook Me All Night Long (мускат урожая 2011 года; белое сладкое), Highway To Hell (каберне-совиньон урожая 2008 года; красное сухое), Hells Bells (совиньон-блан урожая 2010 года; белое сухое). Приобрести напитки, посвященные творчеству AC/DC, можно в магазинах Австралии.
В 2015 году немецкая пивоварня Karlsberg совместно с AC/DC начала производить пиво, названное в честь альбома Rock or bust. Лагер, выпускается в банках объёмом 0,5 л и 5-литровых кегах; также — энергетический напиток от них же.